# Eugen Frank (Chemiker)
Eugen Frank (* 31. Dezember 1854 in Trossingen; † 27. April 1914 in Köln) war ein deutscher Chemiker.

## Werdegang
1879 trat er in die Farbenfabrik Elberfeld (vorm. Friedrich Bayer & Co). Kurz danach synthetisierte Frank erstmals Croceinsäure, die die Basis für ein neues Herstellungsverfahren von Farbstoffen, darunter Croceinscharlach und Croceingelb, wurde. Auf das Herstellungsverfahren dieser Farbstoffe erhielt das Unternehmen am 18. März 1881 ihr erstes Patent.
Mit diesem ersten Patent hatte die Farbenfabrik Elberfeld jedoch wenig Glück, da Agfa bald ein ähnliches Verfahren fand, gegen das man vergeblich prozessierte. Seine Assistenten wurden Paul Seidler und Carl Duisberg, wobei Seidler innerhalb von drei Jahren das Unternehmen wieder verließ und Duisberg später sein Vertreter wurde.

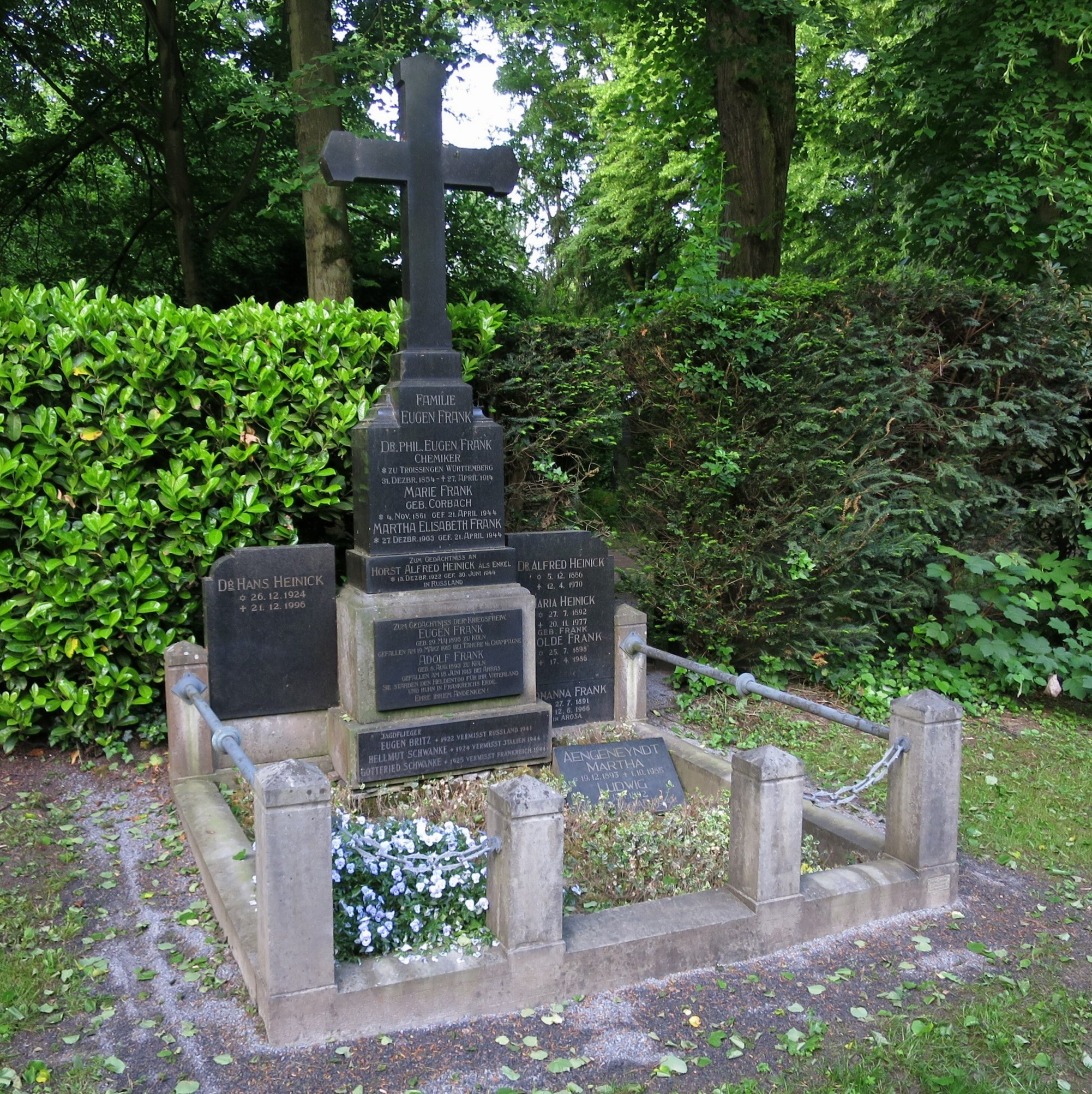
Grab auf dem Friedhof Melaten

1884 entwickelte Frank den Azofarbstoff Chrysamin G. 1895 nahm er eine Stelle am Labor der Universität Bonn an.
Seine Grabstätte befindet sich auf dem Kölner Friedhof Melaten (Flur R4 Nr. 165).

## Veröffentlichungen
- Über Monochlormilchsäure und deren Überführung in Glycerinsäure; 1880
- Synthese der Glycerinsäure durch Vermittlung der Monochlormilchsäure; 1881
- Verfahren zum Färben in einem stark sauren Bade aus Naphtylaminderivaten und Tetraxoverbindungen von Paradiaminen; Köln, 1898